# Console steel guitar
La console steel guitar (o table steel guitar) è una tipologia di chitarra steel elettrica che unisce le caratteristiche di una lap steel (o "chitarra hawaiana") con quelle di una pedal steel. 

## Descrizione
Le console steel guitar possiedono tipicamente più manici e/o più di sei corde per manico, e sono abbastanza grandi da poter essere facilmente suonate nello stile delle lap steel. Sono utilizzate principalmente per la musica hawaiana, in particolare quelle con due manici e otto corde per manico. Don Helms ha suonato una Gibson Console con Hank Williams e anche lo steeler di Hank Williams III Andy Gibson suona una Fender Dual Professional. Kayton Roberts, che ha suonato anche per Hank Williams III, utilizzò lo stesso particolare modello.
Le console steel guitar hanno comunemente otto corde per manico, mentre alcune possiedono sei o sette corde soprattutto negli strumenti meno recenti. Non sono inusuali i modelli con fino a quattro manici, come  quelle senza i pedali, ed il musicista ha solo un determinato numero di tonalità raggiungibili quanto il numero dei manici (i modelli più comuni ne hanno due). Come con la pedal steel guitar, il manico più vicino al musicista ha comunemente un'accordatura di Do6 e quello successivo una di Mi9.
Alcuni produttori e autorità non utilizzano quasi mai il termine console steel guitar, ma si riferiscono ad ogni steel guitar senza pedali con  lap steel guitar. Nel 1956, la Gibson vendeva una 8+8 corde con gambe pieghevoli come una lap steel guitar, ma questo strumento particolare non può essere suonato nello stile delle lap steel; la Fender Stringmaster con fino a quattro manici veniva descritta anche come una lap steel guitar in alcuni cataloghi della Fender, mentre in altri veniva menzionata come una steel guitar.

## Produttori
- Aria
- Awtrey
- Fender
- George Boards
- Gibson
- Gretsch
- Epiphone
- Peavey
- Nova
- Remington
- Rickenbacker
- National